# Olaf Scholz
Pour les articles homonymes, voir Scholz.
Olaf Scholz (/ˈoːlaf ʃɔlts/ ), né le 14 juin 1958 à Osnabrück (RFA), est un homme d'État allemand, membre du Parti social-démocrate d'Allemagne (SPD).
Avocat formé à Hambourg, il est vice-président fédéral des Jeunesses du SPD dans les années 1980. Lors des élections fédérales de 1998, il est élu pour la première fois au Bundestag.
En 2001, il renonce à son mandat de député fédéral pour devenir sénateur à l'Intérieur du gouvernement de Hambourg, mais retrouve son mandat de député dès les élections de 2002. À la suite de ce scrutin, Gerhard Schröder en fait son secrétaire général au SPD, une fonction qu'il conserve pendant deux ans.
Il devient secrétaire général du groupe SPD au Bundestag après les élections fédérales de 2005, puis ministre fédéral du Travail en 2007. Le scrutin parlementaire de 2009 l'ayant renvoyé dans l'opposition, il est élu vice-président du groupe parlementaire, puis du parti.
Chef de file social-démocrate aux élections de 2011 à Hambourg, il remporte une solide majorité absolue au Bürgerschaft. Il est reconduit comme premier bourgmestre en 2015, après avoir formé une coalition rouge-verte. En 2018, il renonce à diriger l'exécutif hambourgeois afin de devenir vice-chancelier et ministre fédéral des Finances de la grande coalition d'Angela Merkel.
Il échoue en 2019 à être élu co-président fédéral du SPD, le binôme qu'il forme avec Klara Geywitz étant battu au second tour par le duo constitué de Norbert Walter-Borjans et Saskia Esken. L’année suivante, la direction du parti l'investit à l'unanimité candidat à la chancellerie dans la perspective des élections fédérales de 2021, à l'issue desquelles le SPD arrive en tête. Olaf Scholz prend ensuite la tête d'une coalition « en feu tricolore », avec Les Verts (Grünen) et le Parti libéral-démocrate (FDP).
Alors que son gouvernement est divisé et très impopulaire, il limoge en novembre 2024 le ministre fédéral des Finances Christian Lindner (FDP), ce qui provoque la rupture de sa coalition et la convocation d'élections fédérales anticipées en février 2025. Candidat à sa succession, il conduit le SPD à une défaite historique face à la CDU/CSU menée par Friedrich Merz, réalisant son pire score depuis la fin du XIXe siècle.

## Situation personnelle

### Origines et formation
Olaf Scholz naît dans le Land de Basse-Saxe, mais sa famille déménage à Hambourg, dans le quartier d'Altona, pendant son enfance. Ses parents sont de gauche libérale.
Il effectue ses études dans le quartier de Rahlstedt, où il passe son Abitur. Il accomplit ensuite son service civil, puis étudie le droit à l'université de Hambourg.

### Vie privée
Olaf Scholz est marié depuis 1998 avec Britta Ernst, ministre de l'Éducation du Schleswig-Holstein entre 2014 et 2017 et ministre de l'Éducation du Brandebourg de 2018 à 2023. Ils résident à Potsdam depuis 2018.

## Parcours politique

### Débuts et ascension
Olaf Scholz s'inscrit au Parti social-démocrate d'Allemagne (SPD) en 1975. Selon L'Express, dans sa jeunesse, il se situe à l'extrême gauche de l'échiquier politique. Il prône le « dépassement de l'économie capitaliste » et s'oppose au pragmatisme revendiqué alors par Helmut Schmidt, chancelier issu du SPD.
En 1982, il est nommé vice-président fédéral de la Communauté de travail des jeunes socialistes au sein du SPD (Jusos). L'Express le décrit comme alors « bien plus proche des communistes de la RDA que des responsables ouest-allemands ». Il dénonce l'installation de missiles nucléaires américains de moyenne portée sur le sol de la RFA et appelle le gouvernement allemand à sortir de l'Otan. Il s'installe trois ans plus tard comme avocat spécialisé en droit du travail et fonde à Hambourg le cabinet « Zimmermann, Scholz et associés ».

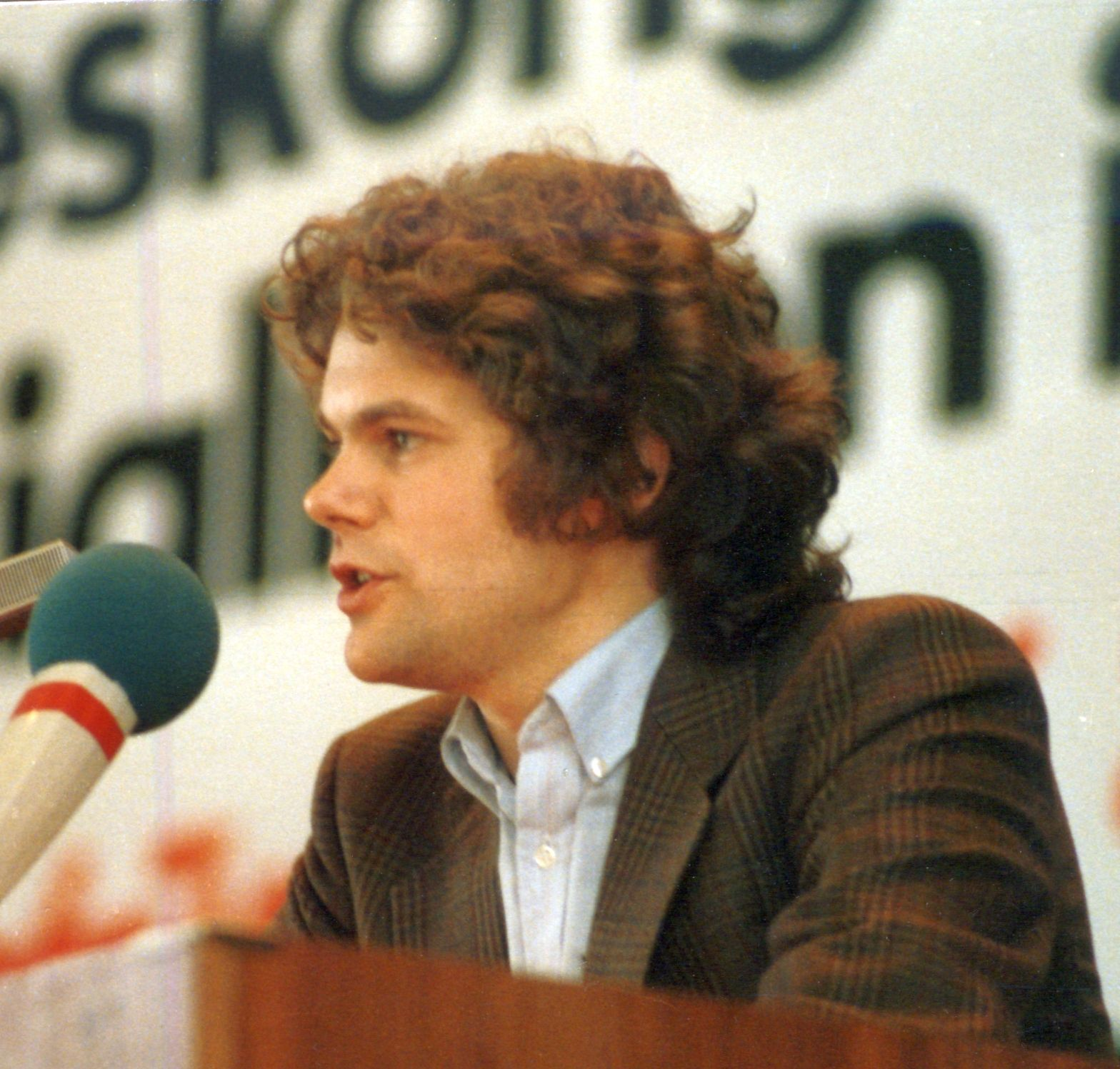
Olaf Scholz en 1984.

Il devient vice-président de l'Union internationale de la jeunesse socialiste (IUSY) en 1987, abandonnant ses fonctions aux Jusos l'année d'après. Il quitte la direction de la IUSY en 1989, pour prendre en 1990 la tête de l'association centrale des coopératives de consommateurs (ZDK).

### Député fédéral et sénateur de Hambourg
Il est désigné en 1994 président de la section SPD du quartier d'Altona, puis se voit investi quatre ans plus tard candidat dans la 13e circonscription fédérale, qui recouvre ce même quartier, pour les élections du 27 septembre 1998. Il y remporte 64 928 voix, soit 48,1 % des suffrages exprimés et se fait donc élire député fédéral au Bundestag, à l'âge de 40 ans.
Il renonce en 2000 à exercer la présidence de la section d'Altona et prend alors la suite de Jörg Kuhbier en tant que président du SPD de Hambourg.
Le 30 mai 2001, à la suite de la démission de Hartmuth Wrocklage, il est nommé sénateur à l'Intérieur de Hambourg par le premier bourgmestre social-démocrate Ortwin Runde. Il ne se présente pas aux élections régionales du 23 septembre suivant, qui consacrent la défaite du SPD.
Il est cependant candidat aux élections fédérales du 22 septembre 2002, dans la 20e circonscription, qui correspond à Altona. Il obtient un résultat de 67 167 voix, soit 49,4 % des suffrages exprimés, étant ainsi réélu au Bundestag.

### Secrétaire général du Parti social-démocrate
À l'occasion du congrès fédéral extraordinaire du SPD, convoqué à Berlin le 20 octobre 2002, il est élu secrétaire général du parti, sur proposition et sous l'autorité du chancelier fédéral Gerhard Schröder, avec 91,3 % des voix des délégués.
Proche de la tendance conservatrice de son parti, il défend l’Agenda 2010, un ensemble de réformes adoptées par le gouvernement visant à libéraliser le marché du travail et les assurances sociales. Ces réformes ont cependant été fortement controversées au sein du SPD, provoquant le déclin électoral de celui-ci et une chute du nombre d'adhérents.
Il est reconduit à ce poste au cours du 31e congrès fédéral, réuni à Bochum en 2003, avec un score bien plus faible de 52,6 %. Lorsque Schröder démissionne le 21 mars 2004 au profit de Franz Müntefering, Scholz le suit et quitte ses fonctions. Il abandonne également la présidence du SPD de Hambourg.

### Cadre du groupe parlementaire et ministre fédéral
À nouveau candidat au cours des élections fédérales anticipées du 18 septembre 2005, il est facilement réélu puisqu'il totalise 61 936 suffrages, soit 45,9 % des exprimés. À l'ouverture de la législature, le 13 octobre suivant, il devient secrétaire général du groupe SPD au Bundestag, qui entre alors dans une « grande coalition » avec les chrétiens-démocrates d'Angela Merkel, sous la présidence de Peter Struck.
Le 21 novembre 2007, à la suite de la démission de Franz Müntefering pour raisons personnelles, Olaf Scholz est nommé à 49 ans ministre fédéral du Travail et des Affaires sociales. Il ne reçoit cependant pas le titre de vice-chancelier que son prédécesseur portait, celui-ci revenant en effet au ministre des Affaires étrangères Frank-Walter Steinmeier. Cinq jours plus tard, le député fédéral et ancien ministre de la Science de Basse-Saxe Thomas Oppermann prend sa suite au sein de la direction du groupe parlementaire.

### Figure de l'opposition à Angela Merkel
Aux élections du 27 septembre 2009, il conserve son siège au scrutin majoritaire, mais avec seulement 46 522 voix, soit 36 % des suffrages exprimés. Il quitte le gouvernement le 27 octobre, Merkel ayant constitué une « coalition noire-jaune » avec les libéraux. Aussitôt il prend un poste de vice-président du groupe parlementaire, désormais dirigé par Frank-Walter Steinmeier.
Peu après, à l'occasion du 34e congrès fédéral du SPD, organisé en novembre à Dresde, il est élu vice-président fédéral, sous la direction du nouveau président fédéral Sigmar Gabriel. Il reprend, en plus, la présidence du parti à Hambourg.

### Premier bourgmestre de Hambourg
Du fait de la rupture de la « coalition noire-verte » dirigée par le chrétien-démocrate Christoph Ahlhaus à Hambourg en novembre 2010, des élections régionales anticipées sont convoquées pour le 20 février 2011. Olaf Scholz est alors investi chef de file et tête de liste du SPD, grâce aux voix favorables de 335 délégués sur les 343 ayant pris part au vote du congrès régional extraordinaire le 17 décembre.
Le jour du scrutin, les sociaux-démocrates remportent 48,4 % des suffrages exprimés et 62 députés sur 121 au Bürgerschaft. Ces chiffres constituent leur meilleur résultat depuis décembre 1982. C'est en outre la première fois depuis 2006 qu'une formation remporte une majorité absolue en sièges au cours d'une élection parlementaire régionale.
En conséquence, le 7 mars suivant, Olaf Scholz est investi premier bourgmestre de Hambourg par 62 voix sur 118, mettant fin à onze années de pouvoir de l'Union chrétienne-démocrate d'Allemagne (CDU). Il forme aussitôt son sénat de dix membres, dont cinq femmes et deux personnalités sans parti. Il démissionne quatre jours plus tard du Bundestag.
Le 1er novembre 2014, il est investi par le SPD de Hambourg chef de file aux élections régionales du 15 février 2015. Il obtient les votes favorables de 331 délégués sur 340, soit 97,4 % des suffrages exprimés au congrès régional. Il est désigné le 21 janvier 2015 plénipotentiaire de la République fédérale d'Allemagne chargé des relations culturelles franco-allemandes, fonction instituée par le Traité de l'Élysée de 1963.
Ayant remporté le scrutin parlementaire avec une majorité relative de 58 députés sur 121, il négocie pendant deux mois avec l'Alliance 90 / Les Verts la formation d'une alliance majoritaire. Le 15 avril 2015, il est investi pour un second mandat et forme son second gouvernement, dont font partie trois écologistes. Il lance en juin 2016 la création d'un lycée franco-allemand à Hambourg, par transformation du lycée français Saint-Exupéry.

### Vice-chancelier et ministre fédéral des Finances

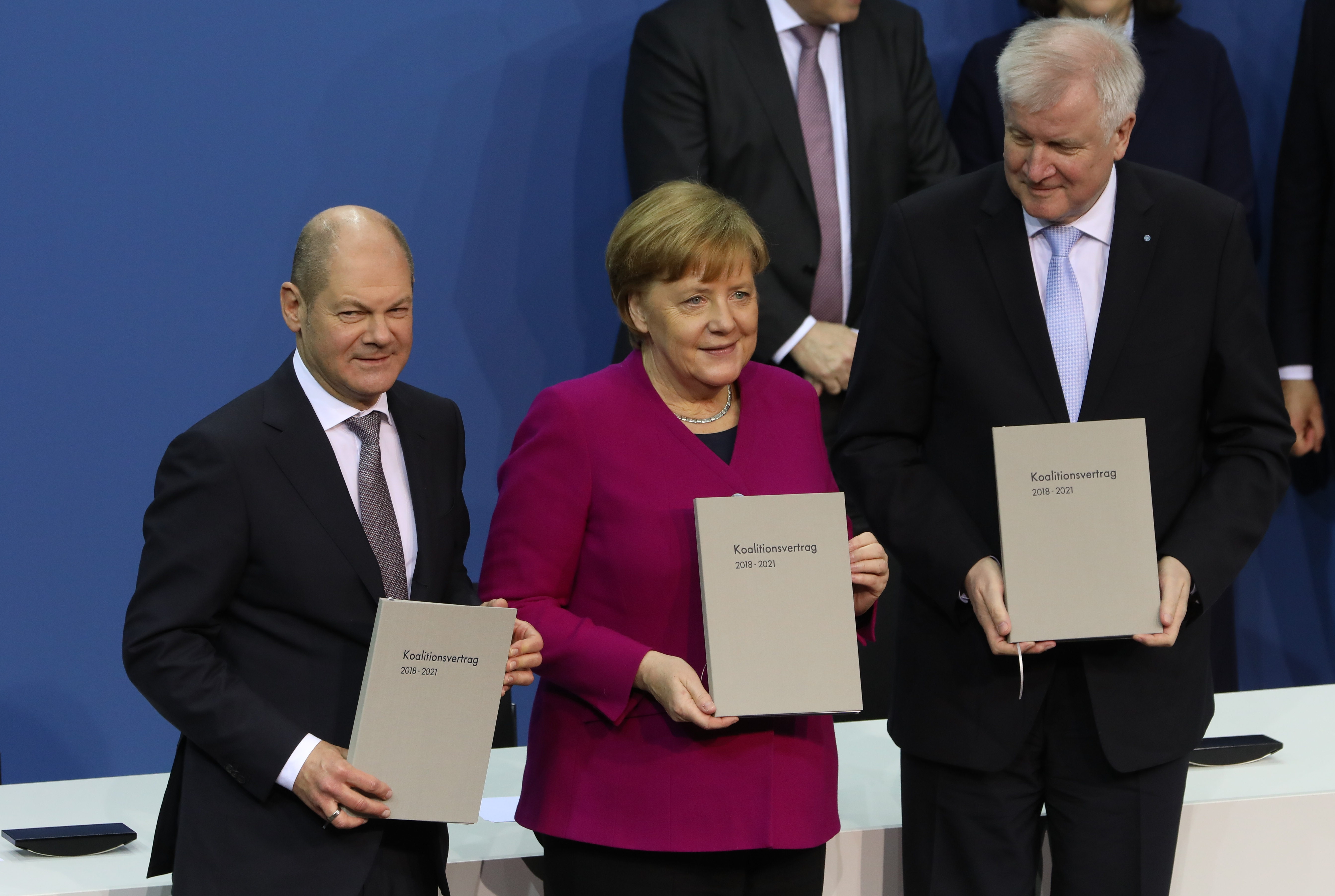
Olaf Scholz avec Angela Merkel et Horst Seehofer.

Le 13 février 2018, à la suite de la démission de Martin Schulz moins d'un an après son élection, Olaf Scholz est désigné président fédéral par intérim du Parti social-démocrate ; troisième président intérimaire du SPD depuis 1949 après Johannes Rau et Frank-Walter Steinmeier, il doit diriger le parti jusqu'au congrès extraordinaire du 22 avril qui doit consacrer la présidente du groupe parlementaire Andrea Nahles à la direction du SPD. L'accession de cette dernière à la présidence intérimaire avait été repoussée par plusieurs fédérations, au prétexte qu'elle n'était pas vice-présidente.
Lors d'une réunion le 9 mars suivant, la direction fédérale des sociaux-démocrates désigne les six ministres qui lui reviennent dans le nouveau gouvernement de grande coalition d'Angela Merkel. Olaf Scholz hérite du poste de ministre fédéral des Finances et du titre de vice-chancelier. Il est perçu comme un modéré favorable à la poursuite de la rigueur budgétaire mise en œuvre depuis deux législatures par le chrétien-démocrate Wolfgang Schäuble. Comme l'ensemble de ses collègues, il entre en fonction cinq jours plus tard. Il cède le 22 avril la direction du SPD à Andrea Nahles, élue avec 66 % des voix.
Andrea Nahles remet sa démission de la présidence fédérale du Parti social-démocrate le 2 juin 2019, après la déroute enregistrée lors des élections européennes. Elle est remplacée à titre temporaire par un collège formé de Manuela Schwesig, Malu Dreyer et Thorsten Schäfer-Gümbel. Olaf Scholz postule à sa succession, lors d'un processus qui prévoit la tenue de 23 débats devant les militants qui devront ensuite trancher, en tandem avec Klara Geywitz, ancienne députée au Landtag de Brandebourg. Au premier tour le 26 octobre, son ticket vire en tête avec 22 % des suffrages exprimés, mais il est défait lors du second tour le 30 novembre par le binôme formé par Norbert Walter-Borjans et Saskia Esken, qui totalisent 53 % des voix.

### Élections fédérales de 2021
Neuf mois plus tard, le 10 août 2020, Esken annonce via le réseau social Twitter que la direction du SPD a désigné Olaf Scholz candidat à la chancellerie (Kanzlerkandidat) pour les élections fédérales de 2021. Si elle admet publiquement que cette décision peut surprendre l'aile gauche du parti, elle juge que le ministre fédéral des Finances « a l'étincelle du chancelier ». À ce moment-là, le Parti social-démocrate recueille 14 % d'intentions de vote, occupant la troisième place dans les sondages derrière la CDU/CSU et l'Alliance 90 / Les Verts et les chances de victoire de Scholz paraissent infimes. Il bénéficie néanmoins d'une amélioration de son image depuis la pandémie de Covid-19 qui l'a vu renoncer au dogme de l'équilibre budgétaire au profit d'une politique de relance de 130 milliards d'euros.

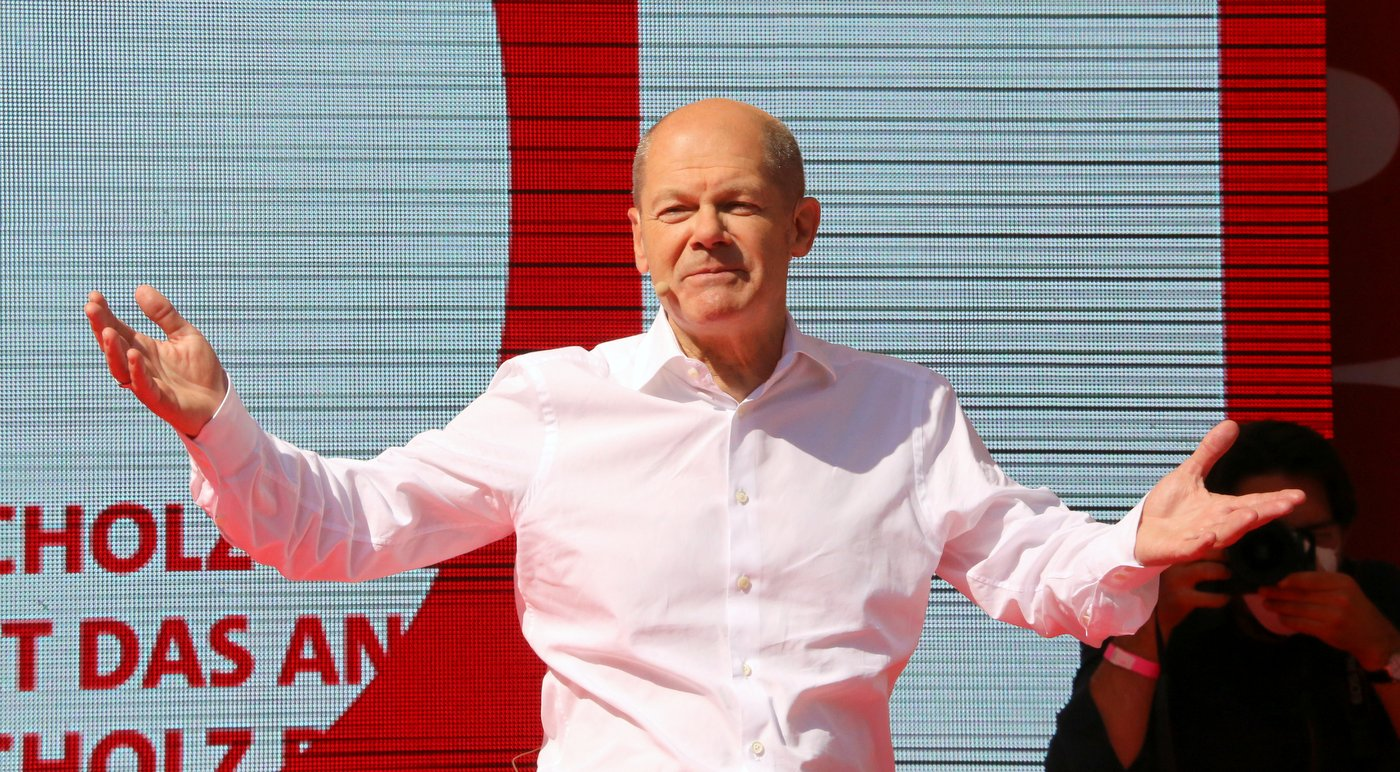
Olaf Scholz en campagne à Munich en août 2021.

Au mois d'août 2021, le SPD enregistre une progression dans ses intentions de vote qui lui permettent de repasser devant les Verts, puis d'égaliser et enfin dépasser la CDU/CSU dans les sondages. Cette performance est attribuée à la forte popularité dont bénéficie Olaf Scholz, que les sondages présentent comme le chancelier favori des Allemands. Il est perçu comme le mieux à même de succéder à Angela Merkel en raison de son expérience institutionnelle et de sa capacité à prolonger l'héritage de la chancelière sortante, et profite de son absence de faux pas au cours de la campagne électorale, dont ses concurrents Armin Laschet et Annalena Baerbock ont été auteurs.
À l'issue du scrutin, le Parti social-démocrate vire en tête avec plus de 25 % des voix, soit une progression de cinq points par rapport à 2017, et Olaf Scholz revendique publiquement le rôle de formateur du prochain gouvernement fédéral alors que les Unions chrétiennes, deuxièmes, ont réalisé leur plus mauvais résultat depuis 1949. Ce succès social-démocrate est dû au style rassurant de son candidat, qui a su se montrer comme le fidèle héritier d'Angela Merkel tout en évitant les erreurs et polémiques qui ont entaché les campagnes d'Armin Laschet et Annalena Baerbock. Il se dit ensuite favorable à la formation d'une « coalition en feu tricolore » avec Les Verts et le Parti libéral-démocrate et indique avoir pour objectif de s'installer « avant Noël » à la chancellerie fédérale. Le 24 novembre 2021, les trois partis présentent leur accord de coalition, ce qui garantit l'élection d'Olaf Scholz à la chancellerie le mois suivant. Le contrat de coalition est formellement signé par les trois forces politiques qui y souscrivent le 7 décembre suivant.
L'accord de coalition signé par le SPD, les Verts et le FDP s'inscrit pour l'essentiel dans la continuité avec l’« ère Merkel », prévoyant une politique économique libérale, des réformes sociales modérées et une diplomatie atlantiste. Sur le plan économique, le contrat de gouvernement s'engage à augmenter le salaire minimum à 12 euros brut de l’heure et le retour à une stricte austérité budgétaire à partir de 2023 (inscrite dans la Constitution, elle avait été suspendue pendant la pandémie), tout en rejetant le rétablissement de l’impôt sur la fortune et les mesures destinées à modifier les lois Hartz que promettait le SPD pendant la campagne électorale. En matière de politique extérieure, le nouveau gouvernement prévoit de ratifier le traité sur l'interdiction des armes nucléaires (Tian) adopté par l’ONU, mais reconnaît par ailleurs le bien-fondé de la « participation nucléaire » de l’Allemagne au déploiement de force des États-Unis en assumant et le stockage de leurs bombes atomiques sur le sol allemand. Il est aussi question d'augmenter les dépenses militaires notamment afin d'équiper l’armée allemande de drones de combat. Sur les questions environnementales, les dernières centrales nucléaires devront fermer en 2022 et les centrales à charbon « idéalement » en 2030, en étant remplacées par des centrales au gaz et par les énergies renouvelables.

### Chancelier fédéral

#### Élection et mandat
Olaf Scholz est élu chancelier fédéral le 8 décembre 2021 par le Bundestag, recueillant 395 voix, alors que sa coalition bénéficie d'un total de 416 députés. Il est formellement nommé par le président fédéral Frank-Walter Steinmeier puis prête serment devant les députés dans les heures qui suivent, succédant ainsi à Angela Merkel.
Arrivé au pouvoir dans un contexte de vives tensions entre l'OTAN et la Russie concernant notamment l'Ukraine, il tente comme d'autres de ses homologues européens d'établir une médiation pour résoudre la crise diplomatique. Après le début de l'invasion de l'Ukraine par la Russie, le 24 février 2022, il annonce le 27 février suivant devant le Bundestag, un investissement inédit de 100 milliards d'euros pour renforcer la Bundeswehr, portant le budget de la défense allemande à 2% du PIB,. Par la suite, il s’oppose résolument à la livraison de missiles de croisière Taurus allemands à l’Ukraine.
Partisan de la vaccination obligatoire contre la Covid-19, il échoue en avril 2022 à faire voter par les députés une obligation vaccinale contre le virus, bien que la proposition de loi ait été vidée en partie de sa substance, avec une obligation réservée aux seuls plus de 60 ans.
En septembre 2022, dans le cadre de la crise énergétique mondiale, il effectue un déplacement dans le golfe Persique, à la rencontre des dirigeants d'Arabie saoudite, des Émirats arabes unis et du Qatar, dans l'objectif de diversifier les sources d'approvisionnement en gaz de l'Allemagne, très dépendante de la Russie avant que celle-ci n'envahisse l'Ukraine. Il parvient à conclure un contrat de livraison de gaz naturel liquéfié uniquement avec les autorités émiraties. Amnesty International critique ce voyage, plus spécifiquement sa rencontre avec Mohammed ben Salmane, mis en cause dans l'assassinat de Jamal Khashoggi.
Début septembre 2023, il porte un cache-œil pendant une semaine et demie pour couvrir des blessures qu'il s'est infligées lors d'un accident de jogging.
En novembre 2023, la Cour constitutionnelle de Karlsruhe juge que « le budget 2023 du gouvernement n'est pas constitutionnel ». Le jugement est perçu comme un « camouflet » « cinglant » pour le gouvernement d’Olaf Scholz. Au début de la législature, celui-ci avait utilisé, par le biais d'une « manœuvre budgétaire controversée », un reliquat budgétaire de 60 milliards d’euros, destiné à l’origine à la lutte contre la pandémie du Covid-19, pour alimenter un « fonds pour la transformation et le climat ». Cette manœuvre avait été dénoncée par l’opposition chrétienne-démocrate comme un « tour de passe-passe budgétaire ». Entre janvier et fin octobre 2023, 31,2 milliards d'euros ont été dépensés sans que cette somme apparaisse dans le budget, ainsi que le reproche la Cour constitutionnelle. La décision de la Cour constitutionnelle interdit le transfert des 60 milliards d'euros dans ce fonds pour le climat et la transformation de l'économie entraînant notamment le gel des nouveaux crédits d'engagements issus du budget 2023 de tous les ministères fédéraux. Elle a également pour conséquence de plonger le gouvernement d’Olaf Scholz, déjà très divisé sur les questions budgétaires, dans une crise politique. Les dépenses engagées sur la base du fonds, qui ont servi à financer des subventions massives et des plans de décarbonation, voient leur base juridique déclarée nulle. Pour son budget 2024, le gouvernement n'aura finalement que trois options : augmenter les impôts, diminuer les dépenses ou lever la règle dite du « frein à l'endettement », inscrite dans la Loi fondamentale, qui limite les nouveaux emprunts à 0,35 % du PIB. En plein casse-tête financier, le gouvernement est contraint de reporter l'adoption du budget 2024.
En janvier 2024, le gouvernement d’Olaf Scholz, objet d’une « impopularité record », est confronté à une vague de contestations au sein de la Deutsche Bahn ainsi que de la part des agriculteurs qui paralysent le pays, protestant contre la hausse des prix du diesel. Ces manifestations se produisent alors que le pays est menacé par la récession en raison des difficultés du secteur industriel, plombé par les coûts de l'énergie, toute mesure d'économie à laquelle est contraint le gouvernement passant mal.
Les élections européennes du 9 juin 2024 sont marquées par de faibles scores pour les trois partis de la coalition gouvernementale, qui terminent après la CDU/CSU et l'AfD et confirment leur impopularité. Le Parti social-démocrate enregistre le plus mauvais score de son histoire, avec 13,9 % des voix. Les résultats montrent un retour en forme des conservateurs et un succès sans précédent pour l'extrême droite. Les résultats des élections régionales de septembre 2024 en Saxe, en Thuringe et en Brandebourg confirment un nouvel échec électoral pour la coalition au pouvoir, le SPD tombant sous les 10 % en Saxe et en Thuringe,. Le journal Berliner Morgenpost estime que de « nombreux sociaux-démocrates ont désormais perdu confiance en Scholz ».

#### Crise politique, élections fédérales anticipées et démission

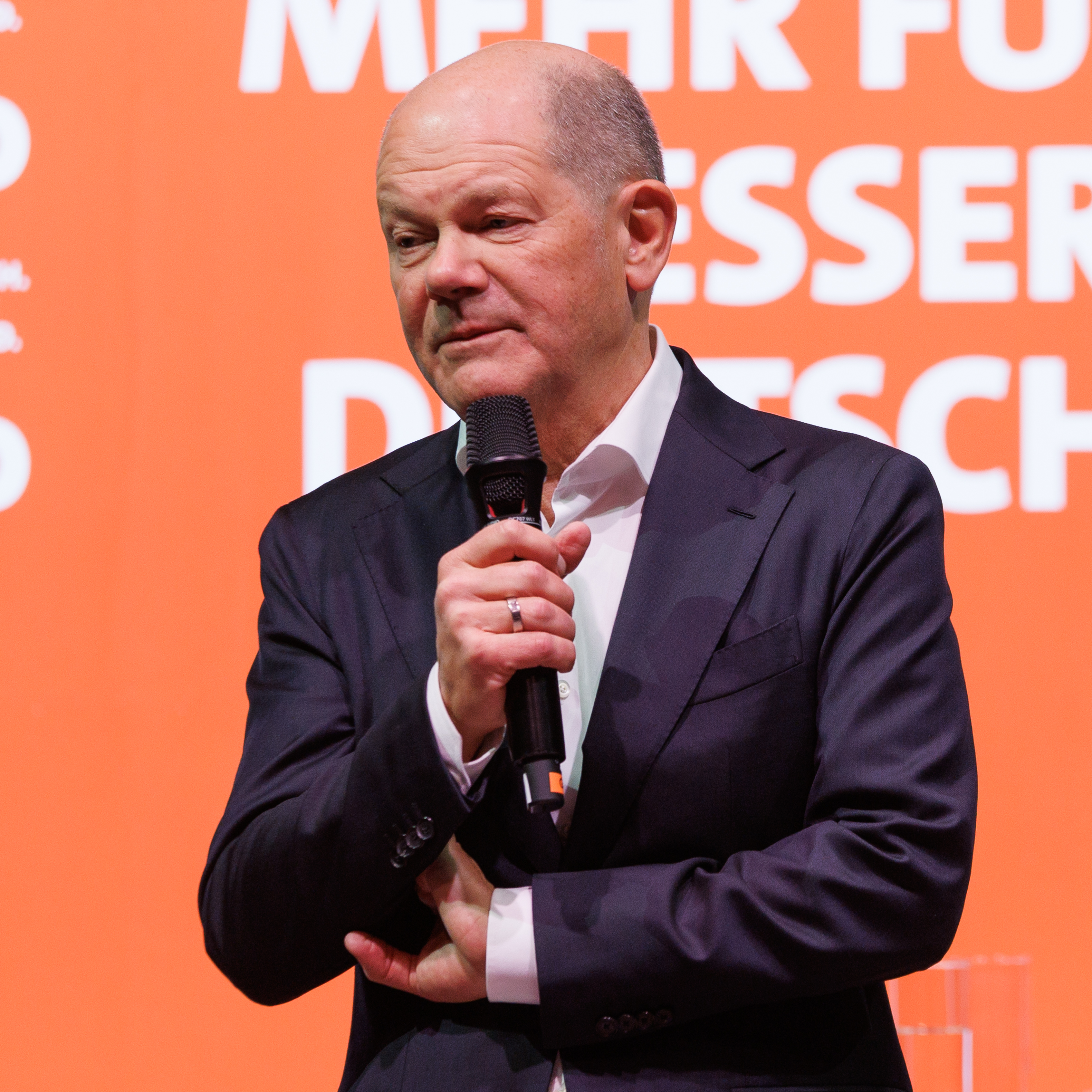
Olaf Scholz obtient la convocation d'élections anticipées en février 2025, qui voient l'effondrement du SPD.

Le 6 novembre 2024, après des semaines de désaccords sur la question de la dette publique, Olaf Scholz limoge le ministre fédéral des Finances Christian Lindner, conduisant à la rupture de la coalition et la mise en minorité du gouvernement fédéral. Le chancelier annonce son intention de poser la question de confiance aux députés, dans l'objectif d'être battu afin de pouvoir organiser des élections fédérales anticipées. Il se soumet ainsi le 16 décembre à un vote de confiance du Bundestag qu'il perd comme prévu par 394 voix contre, 207 voix pour et 116 abstentions. En conséquence, le président fédéral Frank-Walter Steinmeier procède formellement le 27 décembre à la dissolution du Bundestag et à la convocation des élections fédérales au 23 février 2025.
À l'issue du scrutin, la CDU/CSU arrive en tête avec plus de 28 % des voix, devant l'Alternative pour l'Allemagne (AfD) qui réalise avec près de 21 % des suffrages un résultat historique pour un parti d'extrême droite. Le Parti social-démocrate s'effondre avec environ 16 % des voix, soit environ dix points de moins qu'en 2021, occupant désormais la troisième place des forces politiques et réalisant son plus mauvais résultat depuis la Seconde Guerre mondiale. Reconnaissant un « résultat amer » et plombé par son impopularité, les difficultés économiques et la crise politique, il échoue dans son objectif de réitérer l'exploit des élections de 2021, quand il avait gagné dix points dans les trois dernières mois de campagne.
Les Unions chrétiennes et le Parti social-démocrate signent le 5 mai un contrat de coalition. Le lendemain, le chrétien-démocrate Friedrich Merz, élu chancelier fédéral à l'issue d'un deuxième tour de scrutin inédit dans l'histoire de la République fédérale, lui succède.

## Affaires
Olaf Scholz est auditionné le 19 août 2022 par la commission d'enquête du Bürgerschaft de Hambourg sur les « CumEx Files », une affaire de fraude fiscale révélée par la presse en 2018 et datant de l'époque où il était premier bourgmestre de Hambourg.